# 羅茲克蘭斯 (伊利諾伊州)
羅茲克蘭斯（英語：Rosecrans）是位於美國伊利諾伊州萊克縣的一個非建制地區。該地的面積和人口皆未知。

## 地理
羅茲克蘭斯的座標為42°27′55″N 87°57′09″W / 42.46528°N 87.95250°W，而該地的平均海拔高度為219米（即719英尺）。